# Кобаки
Кобаки́ — село Косівського району Івано-Франківської області. Входить до складу Рожнівської сільської громади.

## Історія
Перша писемна згадка датується 1442 роком. У давніх джерелах іменується «Здвиженем», а на початку 17 століття село почало носити назву Кобаки, яка збереглась і донині.
В 1772 році наш край потрапив під владу монархії Габсбургів (з 1804 року Австрійська імперія, з 1867-го Австро-Угорщина), але незважаючи на всі труднощі, передові люди села тягнулись до світла, до освіти. Спочатку грамоти кобаківчан навчали сільські дяки, а 1818 року в селі була побудована школа, одна з перших на Покутті.
У вересні 1939 року жителі села Кобаки, одурманені впливом більшовицьких агітаторів, спочатку вигнали священника й винесли з хат ікони. У грудні того ж року вже викинули портрети Сталіна, а образи святих повернули в будинки. Свідченням радикальних змін є справа «голови» ревкому В. Д. Регуша, який з цього села був направлений до Києва для навчання. Повернувшись, він виголосив захоплену промову про Радянську владу. Люди його висміяли. Після чого «голова» виголосив іншу промову про те, як ідуть справи насправді, й тієї ж ночі здійснив самогубство.
В 1941 році і до 1944 р., в селі діяв драмгурток під керівництвом Василя Петровича Букатчука. Гурток слугував збором активної проукраїнської молоді, які обговорювали важливі події краю.
1986 року збудовано дитячий садок на 140 місць, який було визнано найкращим дитячим садком в тодішній УРСР. Архітектор В. Тимофійчук.

## Населення

### Мова
Розподіл населення за рідною мовою за даними перепису 2001 року:
| Мова       | Кількість | Відсоток |
| ---------- | --------- | -------- |
| українська | 2705      | 98.94%   |
| російська  | 19        | 0.70%    |
| вірменська | 8         | 0.29%    |
| білоруська | 2         | 0.07%    |
| Усього     | 2734      | 100%     |

## Релігія
Церква Воздвиження Чесного Хреста Господнього 1852 р. згоріла в 1950 р., в 1994 р. побудована нова церква Воздвиження Чесного Хреста Господнього належить до ПЦУ. Настоятель о. Іван Голомеджук.
Церква Святого Миколая 1852 р. належить до ПЦУ. Настоятель митр. прот. Павло Слободян (з 2000 р).
Свято-Юріївський чоловічий монастир належить до Івано-Франківської єпархії ПЦУ. Намісник архимандрит Ювеналій (Зінченко).
Церква Введення в Храм Пресвятої Діви Марії 2012 р. належить до УГКЦ. Настоятель о. Василь Петрів
Храм на честь Боголюбської ікони Божої Матері. Належав до УПЦ МП.

## Люди, що народилися в Кобаках
- Марко Черемшина (1874—1927) — український письменник і громадський діяч, адвокат, доктор права.
- Михайло Затинайко (Роман Корда — Федорів) (1909/1912? — 1952) — діяч ОУН у Китаю
- Цюцюра Богдан (1919—2000) — український правник.
- Калина Дмитрівна Лукань «Галина»  — секретар районного проводу ОУН Косівщини, надрайонний провідник ОУН, член ОУН.
- Никирса Марія Дмитрівна (1949) — український архівіст, краєзнавець, перекладач, науковець.
- Стеф'юк Іванна Іванівна (1989) — українська письменниця, літературознавець, журналіст, членка НСПУ.
- Федорук Василь Васильович (1950—2009) — український скульптор.[8]
- Калина Ватаманюк (1947) — українська письменниця та журналістка, заслужений журналіст України, володарка «Золотого пера», член Спілки письменників України, лауреат премії Василя Стефаника та Марка Черемшини.
- Осічний Дмитро Павлович (1885—1962) — український поет.